# Robert Madsen
Robert Christian Klein Madsen (Odense, 1882. december 13. – Koppenhága, 1954. szeptember 24.) olimpiai ezüstérmes dán tornász.
Az 1906. évi nyári olimpiai játékokon indult tornában és csapat összetettben ezüstérmes lett. (Később ezt az olimpiát a Nemzetközi Olimpiai Bizottság nem hivatalosnak nyilvánította)
Az 1908. évi nyári olimpiai játékokon is indult tornában és csapat összetettben 4. lett.
Klubcsapata a HG volt.